# Nevşehir
Nevşehir, Nyssa (antikt namn) eller Muskara (osmanskt namn) är en stad i centrala Turkiet. Staden hade 123 882 invånare i slutet av 2022 och är centralort i provinsen Nevşehir.
Staden var tidigare känd som Muşkara. År 1660 föddes i staden den osmanske sultanen Ahmet III:s storvesir Damat Ibrahim Pascha. Vesiren lade ner mycket uppmärksamhet på sin födelsestad och lät bygga ut byn, som tidigare haft endast 18 hus, med moskéer, medreser (teologiskolor), bad, karavanserajer, skolor och armékök. Han gav också staden det nya namnet Nevşehir, ett namn som härleds till persiskans nev sehir, vilket betyder "ny stad".